# Lymphknotenmetastase
Als Lymphknotenmetastase (LKM) bezeichnet man die Absiedelung (Metastasierung) von Krebszellen in einem Lymphknoten.
Von einer Lymphknotenmetastase ist das maligne Lymphom (Lymphknotenkrebs) zu unterscheiden, bei dem die Krebszellen vom Lymphknoten selbst ausgehen.

## Pathologie
Im Regelfall bilden sich zuerst in den Lymphknoten Metastasen, die dem Primärtumor am nächsten liegen. Dies ist darin begründet, dass die Lymphflüssigkeit (Lymphe) des vom Primärtumor befallenen Organs von diesen Lymphknoten als erstes filtriert werden. Über diesen lymphatischen Weg gelangen die Tumorzellen in die Lymphknoten, wo sie verweilen und proliferieren. Dieses Anwachsen der Krebszellen in den Lymphknoten führt auch zu einer Vergrößerung der betroffenen Lymphknoten.
Die lymphogene Metastasierung gehört zu den regionären Metastasen. Im Gegensatz dazu stehen die Fernmetastasen, wie beispielsweise Knochenmetastasen, Lebermetastasen oder Hirnmetastasen. Von Lymphknotenmetastasen können sich wiederum Tumorzellen ablösen, in die Blutbahn gelangen und über die hämatogene Metastasierung zu Fernmetastasen führen. Allerdings sprechen einige wissenschaftliche Arbeiten dagegen, dass Metastasen selbst metastasieren können.
Die Metastasierungswahrscheinlichkeit in die Lymphknoten ist abhängig von der Dichte der Lymphgefäße im Bereich des Primärtumors. Beispielsweise metastasieren Hypopharynx- oder Nasopharynxkarzinom in die nahegelegenen lymphgefäßreichen Gewebeareale ausgesprochen schnell.

## Klassifikation
Lymphknotenmetastasen werden nach der TNM-Klassifikation (T = Tumour, N = Nodes = Lymphknoten, M = Metastasis) klassifiziert. Dabei bedeuten:
- N0: keine Anzeichen für Lymphknotenbefall.
- N1, 2 oder 3: zunehmender Lymphknotenbefall abhängig von der Lokalisation des Primärtumors. Einteilung z. B. nach ipsi- oder kontralateralem Befall und Beweglichkeit, sowie Lokalisation in Relation zum Primärtumor.
- NX: keine Aussagen über Lymphknotenbefall möglich.

Diese Klassifikation ist aber von der Art des Primärtumors abhängig.

## Häufigkeit
Die Wahrscheinlichkeit der Metastasierung in Lymphknoten hängt sehr stark von der Natur des Primärtumors ab. Bei Sarkomen werden Lymphknoten beispielsweise nur sehr selten befallen. Bei den wesentlich häufigeren Karzinomen ist – speziell bei besonders aggressiven Typen – die Wahrscheinlichkeit erheblich höher. Sie hängt vor allem aber von der lokalen Ausbreitung des Primärtumors, seiner Infiltrationstiefe und der Tumorgröße ab.
Bei vielen Karzinomen finden sich die ersten Metastasen in den Lymphknoten. Dazu gehören beispielsweise Bauchspeicheldrüsenkrebs, Kopf-Hals-Karzinome und malignes Melanom. Auch beim Brustkrebs finden sich in der Mehrzahl der Fälle die ersten Metastasen in den Lymphknoten, namentlich in den Achsellymphknoten.

## Klinisches Bild und Diagnose
Lymphknotenmetastasen sind in den meisten Fällen schmerzlos. Im Unterschied dazu sind bei einer Lymphadenitis (Entzündung der Lymphknoten), bei der die Lymphknoten ebenfalls vergrößert sind, die Lymphknoten schmerzempfindlich. Die Vergrößerung der Lymphknoten kann durch Abtasten (Palpation) festgestellt werden. Sonografie (Ultraschall) kann als weiteres diagnostisches Verfahren eingesetzt werden. In manchen Fällen sind Lymphknotenmetastasen das erste Symptom einer Krebserkrankung.

## Therapie und Prognose

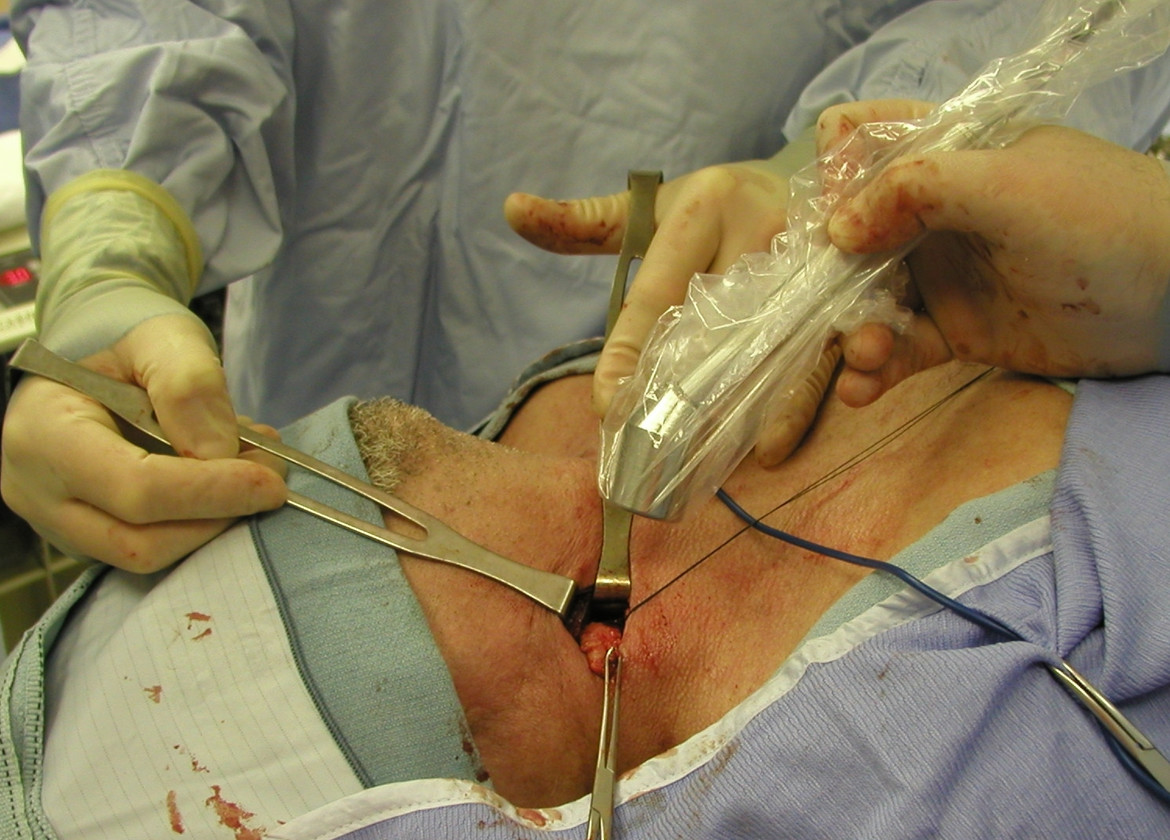
Lymphadenektomie eines Lymphknotens im Hals

Im Regelfall erfolgt die Behandlung der Lymphknotenmetastasen zusammen mit der Behandlung des Primärtumors. Ist der Primärtumor operabel, so werden häufig alle Lymphknoten, die sich im Lymphabflussgebiet des erkrankten Organs befinden, entfernt. Dieses Verfahren wird als Lymphadenektomie (Lymphknotenentfernung) bezeichnet. Mit den Wächterlymphknoten wird bei einigen Krebserkrankungen, speziell Brustkrebs und Prostatakrebs, ein anderes Konzept verfolgt. Der Wächterlymphknoten ist der erste Lymphknoten im Abflussgebiet der Lymphe des Tumors. Ist dieser nicht befallen, so sind auch die weiter entfernten Lymphknoten sehr wahrscheinlich tumorfrei und müssen nicht entfernt werden. Die Notwendigkeit der Entfernung von Lymphknotenmetastasen wird sehr kontrovers diskutiert.
Eine zusätzlich zur Operation eingeleitete Chemotherapie kann sich auch auf die Eradikation der Lymphknotenmetastasen positiv auswirken. Eine gezielte Strahlentherapie kann therapeutisch sinnvoll sein.
Die Art der Behandlung von Lymphknotenmetastasen, die von der radikalen Ausräumung bis zum Beobachten und Abwarten (watchful waiting) reichen kann, hat auf das Langzeitüberleben keinen Einfluss. Dagegen ist die Anzahl befallener Lymphknoten bei allen Karzinomen ein wichtiger Prognosefaktor. Die Prognose verschlechtert sich bei dem Vorhandensein von Lymphknotenmetastasen deutlich. Der Krankheitsverlauf selbst wird jedoch vor allem von Fernmetastasen in anderen Organen bestimmt.